# Catageus brevispina
Espèce
Synonymes
- Stygophrynus brevispina Weygoldt, 2002

Catageus brevispina est une espèce d'amblypyges de la famille des Charontidae.

## Distribution
Cette espèce est endémique de Thaïlande. Elle se rencontre sur Ko Phuket.

## Publication originale
- Weygoldt, 2002 : Sperm transfer and spermatophore morphology of the whip spiders Sarax buxtoni, S. brachydactylus (Charinidae), Charon cf. grayi, and Stygophrynus brevispina nov. spec. (Charontidae) (Chelicerata, Amblypygi). Zoologischer Anzeiger, vol. 241, no 2, p. 131-148.